# Ivan I., moskovski veliki knez
Ivan I. (1288. – 31. ožujka 1340.) je bio knez Moskve od 1325. godine (veliki knez od 1328.) i veliki knez Vladimira od 1331. godine. Zbog svoje politike dobio je nadimak "Vreća novca".

## Nasljedstvo
Ivan I. je bio mlađi sin Danijela, kneza Moskve. Tek kad mu stariji brat Juraj I. umire bez djece 1325. godine on postaje knez Moskve što ubrzo potvrđuje i mongolski vrhovni gospodar. Nasljeđujući brata on ujedno nasljeđuje i njegovu politiku održavanja bespogovorne i ekonomski uspješne veze s Zlatnom Hordom. Prvi rat njegove vladavine je nastavak Danijelova rata starog već 50 godina za Vladimir protiv velikih kneževa Tvera. Zbog pogubljenja prethodnih knezova Tvera od Mongola tadašnji knez se pobunio 1327. godine te biva potučen od Zlatne Horde i njihovog moskovskog vazala. Zahvaljujući toj usluzi Ivan I. biva 1331. godine okrunjen za velikog kneza Vladimira čime se te dvije ruske države napokon ujedinjuju. Zajedno s tom titulom potvrđenom od kana Zlatne Horde stiglo je i upozorenja da su daljnja vojna širenja Moskovske države najstrože zabranjena.

## Vreća novca
Nemajući izbora ostatak svoje vladavine Ivan I. provodi mudro koristeći svoja financijska sredstva. Kako je od Mongola Moskva i dalje bila zadužena za skupljanje poreza od ruskih zemalja dio toga novca je uvijek ostajao tamošnjim kneževima. Ivan taj novac iskorištava za posudbe raznim kneževstvima u financijskim neprilikama zbog čega uskoro dobiva nadimak "Vreća novca". Zauzvrat je uvijek tražio određene teritorije ili čak potpuno testamentarno nasljedstvo. Tim načinom on uspješno zaobilazi Mongolsku zabranu širenja teritorija čemu se oni niti najmanje ne protive u kasnije razdoblju njegova vladanja radi strahu od jačanja Litve kojoj se tada priklanja rusko kneževstvo Tver.
Najveći vjerski uspjeh ovog velikog kneza se dogodio 1325. godine pošto tada on uspijeva nagovoriti rusku pravoslavnu crkvu da premjesti svoje sjedište u tada već bogatu Moskvu.
Ivan I. umire prirodnom smrću 31. ožujka 1340. godine prepuštajući svome sinu Simeonu sigurno od Mongola potvrđeno nasljedstvo.
| Prethodnik: | knez Moskve | Nasljednik: |
| Juraj I.    | knez Moskve | Simeon      |